# 白银日报
《白银日报》，是中華人民共和國甘肅省的一家報刊，也是中共白银市委机关报，创刊于1986年12月10日。办报宗旨为“围绕中心、服务大局、关注时事、引领时尚”。

## 历史沿革
1986年12月10日创刊，原为《白银报》，周报，报头由原甘肃省委书记黄罗斌题写。1991年1月1日，改为周2报。1994年1月1日，改为周3报。1997年11月17日，改为周4报，1998年8月10日，改为周5报，同时更名为《白银日报》。
2003年1月1日，改版为对开4版大报彩报，周7报。2006年5月，白银日报社开通白银新闻网、华光汇闻新闻采编管理系统和超捷网络组版系统，实现无纸化办公。
2012年1月1日，《白银日报》全面改版，报型由原来的78厘米改为72厘米瘦报型。2013年1月1日再次改版。2012年12月10日创办子报《白银晚报》。

## 历任领导
1991年10月至2002年10月，报社实行党组领导下的总编辑负责制。2002年10月，市委决定成立中国共产党白银日报社委员会，报社实行党委领导下的社长负责制。
| 姓名   | 任期                   | 职务   |
| ------ | ---------------------- | ------ |
| 葛惟煌 | 1991年9月－1995年11月  | 总编辑 |
| 王静宇 | 1995年11月－2001年10月 | 总编辑 |
| 李升   | 2001年10月－2005年12月 | 总编辑 |
| 李富强 | 2005年12月－2009年6月  | 总编辑 |
| 张富强 | 2005年12月－？         | 社长   |
| 栗治平 | 2009年6月－？          | 总编辑 |